# Eiji (imię)
Eiji (jap. えいじ, エイジ) – męskie imię japońskie.

## Możliwa pisownia
Eiji można zapisać, używając wielu różnych znaków kanji i może znaczyć m.in.:
- 永次, „wieczność, następny”[1]
- 栄治, „dobrobyt, rządzić”
- 英治, „utalentowany, rządzić”
- 英二, „utalentowany, drugi”

## Znane osoby
- Eiji Ezaki (英治), były japoński wrestler
- Eiji Kawashima (永嗣), japoński piłkarz występujący na pozycji bramkarza
- Eiji Maruyama (詠二), japoński seiyū
- Eiji Morioka (栄治), były japoński bokser kategorii koguciej
- Eiji Yanagisawa (栄治), japoński seiyū
- Eiji Yoshikawa (英治), japoński powieściopisarz historyczny
- Eiji Toyoda (英治), japoński przemysłowiec

## Fikcyjne postacie
- Eiji Asuma (映児), główny bohater mangi i dramy Psychometrer EIJI
- Eiji Hino (映司), główny bohater serialu tokusatsu Kamen Rider OOO
- Eiji Kikumaru (英二), bohater anime i mangi The Prince of Tennis
- Eiji Takaoka (映士) / Bouken Srebrny, bohater serialu tokusatsu Go Go Sentai Boukenger
- Eiji Okumura (英二), bohater anime i mangi Banana Fish